# Озеров Іван Микитович
Іван Микитович Озеров (рос. Иван Никитович Озеров; 7 липня 1919, Дмитрієвка — 2 вересня 1962, Київ) — радянський офіцер, Герой Радянського Союзу, у роки німецько-радянської війни командир батальйону 465-го стрілецького полку 167-ї стрілецької дивізії 38-ї армії Воронезького фронту, старший лейтенант.

## Біографія
Народився 7 липня 1919 року в селі Дмитріївці (тепер Шебекинського району Бєлгородської області Росії) в селянській родині. Росіянин. Член КПРС з 1942 року. Закінчив Бєлгородський технікум політичної освіти.
У 1939 році призваний до лав Червоної Армії. У боях німецько-радянської війни з 1941 року. У 1942 році закінчив курси удосконалення командного складу. Воював на Воронезькому фронті.
30 вересня 1943 року старший лейтенант І. М. Озеров в числі перших подолав Дніпро в районі села Вишгорода Київської області. Батальйон під командуванням старшого лейтенанта І. М. Озерова захопив плацдарм і втримав його до підходу підкріплення.
Указом Президії Верховної Ради СРСР від 10 січня 1944 року за мужність і героїзм, проявлені при форсуванні Дніпра і утриманні плацдарму старшому лейтенантові Івану Микитовичу Озерову присвоєно звання Героя Радянського Союзу з врученням ордена Леніна і медалі «Золота Зірка» (№ 3909).

З березня 1944 року старший лейтенант І. М. Озеров — у запасі. Працював в управлінні громадського харчування. Жив у Києві. Помер 2 вересня 1962 року. Похований у Києві на Лук'янівському військовому кладовищі.
Нагороджений орденом Леніна, орденом Червоного Прапора, медалями.